# تضيق الشريان الكلوي
تضَيُّق الشريان الكُلَوي (بالإنجليزية: Renal artery stenosis) :هو تضيق في أحد أو كلا شريانيَ الكلية  نتيجة لتصلب عصيدي أو خَلَل التَّنَسُّجِ العَضَلِيّ اللِّيْفِي.هذا التضيق قد يعيق جريان الدم نحو الكلية، مما يؤدي إلى فَرْط ضَغْطِ الدَّمِ النَّاجِمُ عن الأَوعيةِ الكُلْوِيَّة وهو نوع ثانوي من أنواع فرط ضغط الدم. من المضاعفات المحتملة لتضَيُّق الشريان الكُلَوي، مرض الكلى المزمن وداء الشريان التاجي.

## الأعراض
معظم حالات تضَيُّق الشريان الكُلَوي تكون عديمة الأعراض، و تكمن المشكلة الأكبر في فرط ضغط الدم الغير مستطاع التحكم به بالأدوية. قد تنخفض وظيفة الكُلى في حالة عدم وصول دمٍ كافٍ إليها، بالإضافة إلى أن بعض مرضى تضيق الشريان الكلوي قد تظهر فيهم وذمة رئوية حادة.

## الأسباب
في الغالب يؤدي التصلب العصيدي إلى تصلّب الشرايين الكلوية وتضييقها لأنه يسبب تراكم اللويحات العَصِيديِّة داخل الشريان، وهذا غالباً ما يشكل 90% من الحالات، بينما ينتج الباقي في الغالب عن خَلَل التَّنَسُّجِ العَضَلِيّ اللِّيْفِيّ. حيث يعد خَلَلُ التَّنَسُّج العَضَلِي اللِّيْفِي السبب السائد في المرضى اليافعين، وغالبًا في الإناث الأقل من 40 سنة.

## الفيزيولوجيا المَرَضِيَّة
في تضيق الشريان الكلوي يحدث تغَيُّر في بنية الكلية وهو أشد وضوحًا في الوحدة الأنبوبية الكلوية. إذا كان التضيق الشرياني حاداً ولمدة طويلة فإن معدل الترشيح الكبيبي في الكلى المصابة لن يعود لطبيعته في الغالب مما يسبب فشلاً كلوياًُ.
تتضمن التغيُّرات:
- التليف،
- انخفاض حجم الخلايا في الوحدة الأنبوبية،
- ثخن محفظة بومان،
- التصلب الحدبي،
- ضمور في الشُّعيرات الكُبَيبِيَّة.

## التشخيص
توجد عدة طرق لتشخيص تضيق الشريان
الكلوي ، بالإضافة لوجود قاعدة تنبؤ سريرية أيضًا للتشخيص،
من طرق التشخيص:
- دراسة دوبلر بالموجات فائقة الصوت،[8]
- فرط ضغط الدم المقاوم،[9]
- التسمع (باستعمال السماعات الطبية)- ويعرف الصوت الناتج باللغط (صوت مضطرب)،[10]
- تصوير شرايين الكلية،[11]
- اختبار التمايز الوظيفي للكلى عن طريق جرعة كابتوبريل والمُقَاس بتصوير صورة النظائر المشعة.

## العلاج

### التصلب العصيدي لتضيق الشريان الكلوي
يعالج تضيق الشريان الكلوي مبدئيًّا باستخدام الأدوية التي تتضمن مدرَّات البول  ، وأدوية التحكم في ضغط الدم. وقد يُلجأ إلى الجراحة في حالة كان التَّضيُّق شديدًا̨ ولم يُستطاع التحكم في ضغط الدم أو عند تدهور وظيفة الكلية. أكثر العمليات المستخدمة وتعد آمنة نسبيًّا هي جراحة طفيفة التوغل لرأب الوعاء مع أو دون دعامة، و من غير الواضح ما إذا كان نتائج هذا
الأسلوب أفضل من استخدام الأدوية وحدها. في حالة عدم نجاح العمليات السابقة ولا إِعادَةُ التَّوَعِّي ويُعتقد بأن الكلية تزيد فرط ضغط الدم سوءًا̨ فإن استئصال الكلية
المُصابة قد يُحسّن من حالة أرتفاع ضغط الدم بشكل كبير.

#### خلل التَّنسُّج العضلي الليفي
رأب الأوعية الدموية مع أو دون استخدام الدعامة يعتبر الخيار الأفضل لتضَيُّق الشريان الكُلَوي في هذه الحالة. 